# Џон Вилијам Кеј
Сер Џон Вилијам Кеј (енгл. Sir John William Kaye, 1814–1876), британски војни историчар.

## Биографија
Рођен је 1814. као други син Чарлса Кеја из Актона у Мидлсексу, бившег адвоката Банке Енглеске. Школовао се у Итону и на Краљевском војном колеџу у Адискомбу, а 1832. отишао је у Индију као питомац у бенгалској артиљерији. Дао је оставку на положај у војсци 1841. године и посветио се књижевности. Остајући у Индији, 1844. је покренуо лист „Ревија Калкуте“ и објавио роман под насловом „Дуге заруке“, али се око 1845. вратио у Енглеску да би направио професионалну књижевну каријеру. Године 1856. ступио је у службу Источноиндијске компаније, а по преласку владе Индије на круну, радио је на месту секретара политичког и тајног одељења Министарства за Индију. За своје заслуге на овом послу именован је за витеза реда Звезде Индије 20. маја 1871. Нарушено здравље га је приморало да се повуче у приватни живот 1874. и умро је 24. јула 1876.

### Породица
Кеј је 1839. оженио Мери Кетрин (1813–1893), ћерку Томаса Пакла, државног службеника у Сарију. Мери је надживела супруга и умрла је 23. децембра 1893.

## Дела
Кеј је био плодан писац и стални сарадник у листовима. Године 1851. објавио је своју „Историју рата у Авганистану“, у два тома (наредна издања у три тома изашла су 1858. и 1874). Објавио је историју „Администрација Источноиндијске компаније“ (1853) „Живот и преписка Чарлса, лорда Меткалфа“ (1853), „Живот и преписка Хенрија Сент Џорџа Такера“ (1854), „Живот и преписка сер Џона Малколма“ (1856) и „Хришћанство у Индији“ (1859).
Његово најпознатије дело, „Историја сепојског рата у Индији, 1857–1858.“, у три тома, појавило се између 1864. и 1876. и представља „добро уређену и свеобухватну причу“, иако је његов опис заузимања Делхија (1857) изазвао бурну реакциу и јавну полемику са неким од учесника. Пошто је Кејова књига у време његове смрти стигла само до пада Делхија (20. септембра 1857), дело је наставио и допунио пуковник Д. Б. Малесон, а цело дело, под насловом „Кејова и Малесонова историја индијске побуне“, завршено је у шест томова (1890). Године 1867. Кеј је објавио своје 'Животе индијских официра' у два тома (друго издање 1889). Ово дело се првобитно појавило као серија чланака о 'Индијским херојима' у новинама 1866. године.